# Церковь Святого Юрия (Ворняны)
Церковь Святого Юрия (бел. Касцёл Святога Юр'я) — католический храм в агрогородке Ворняны, Гродненская область, Беларусь. Относится к островецкому деканату Гродненского диоцеза. Памятник архитектуры в стиле позднего барокко. Построен в 1767—1769 годах. Храм включён в Государственный список историко-культурных ценностей Республики Беларусь.

## История

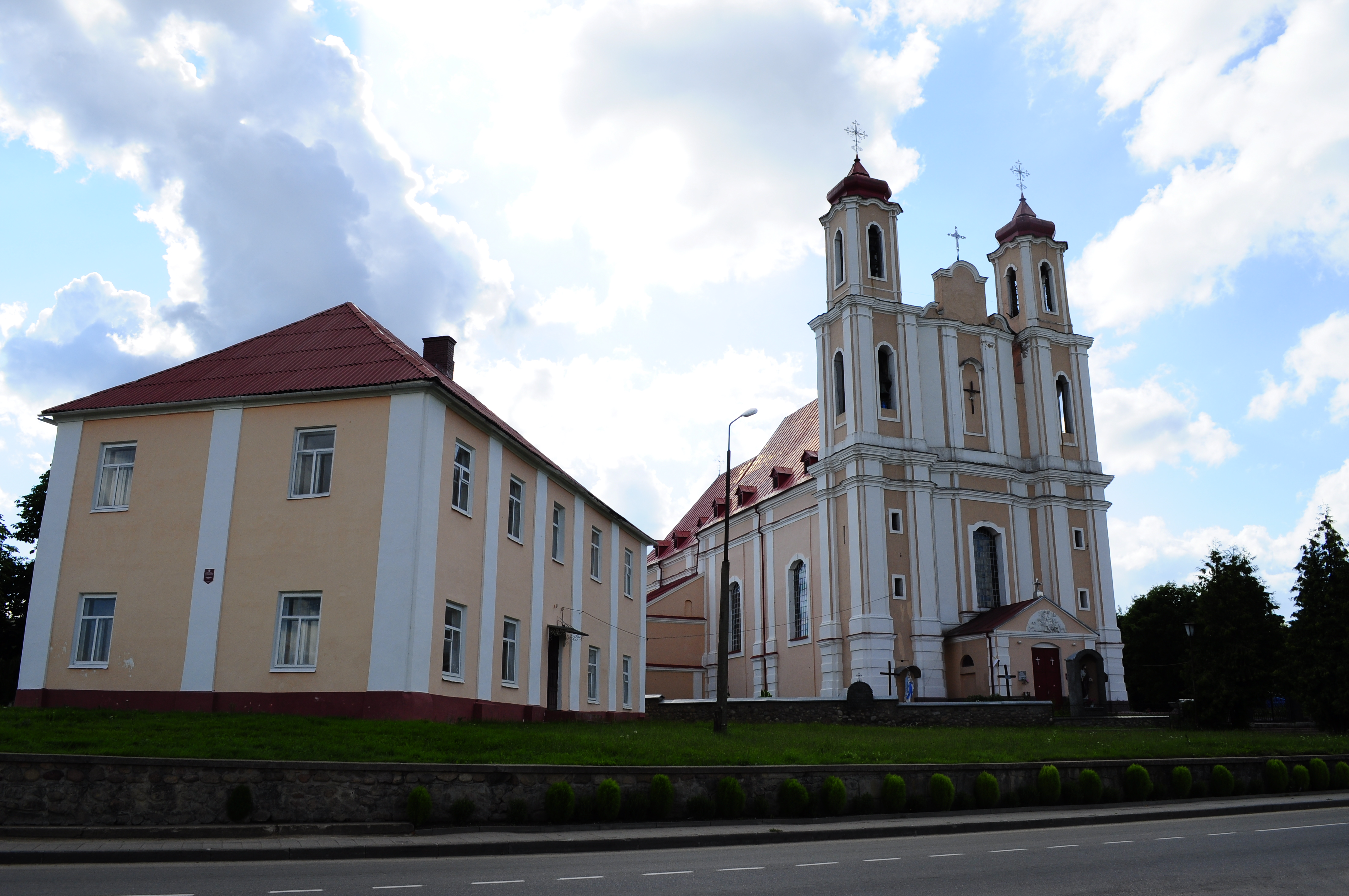
Храм и приходской дом

Католический приход в Ворнянах основан в 1462 году. Деревянный костёл был выстроен на средства некоей Марины, вдовы Сунигайло или одного из его сыновей, это первое в истории упоминание о посёлке Ворняны.
Современный каменный храм был возведён в 1767—1769 годах на месте старого деревянного в стиле позднего барокко на средства владелицы Ворнян Марии Абрамович по проекту архитектора А. Косаковского. Костёл освящён во имя святого Юрия (Георгия) в 1769 году епископом Т. Зенковичем.
В 1880 и 1909 годах незначительно перестраивался.
В годы Второй мировой войны службы в костеле проводил ксендз Ян Селевич, впоследствии объявленный «Праведником народов мира».
После Второй мировой войны был закрыт и переоборудован под клуб, возвращён католической церкви только 11 марта 1990 года.
11 апреля 1990 года повторно освящён.

## Архитектура
Храм Благовещения Пресвятой Девы Марии — памятник позднего барокко, представляет собой однонефный храм с поперечным трансептом. Архитектурная доминанта главного фасада — высокие боковые трёхъярусные башни с арочными проемами и нишами, увенчаны фигурными завершениями.
Почти равная нефу по длине прямоугольная апсида пресвитерия перекрыта, также как и сам неф, цилиндрическим сводом с подпружными арками. Над нартексом расположены хоры, куда ведёт витая лестница. Оригинальные роспись и скульптурное убранство не сохранились. Алтарь храма украшен иконами школы Шимона Чеховича.
Храм святого Юрия — центральная часть архитектурного ансамбля, организованного вдоль вытянутой прямоугольной площади, который кроме храма составляют дом аптекаря и приходской дом (плебания), поставленные по обеим сторонам костёла под углом к нему.